# Audi Type M
De Audi Type M is een limousine uit de topklasse die van 1925 tot 1928 geproduceerd werd door de Duitse autobouwer Audiwerke AG Zwickau. Het was de eerste wagen van Audi die uitgerust was met een zescilindermotor.
De wagen werd voor het eerst getoond op het Autosalon van Berlijn in 1923 als opvolger van de viercilinder Type K. De Type M trok vooral de aandacht door een aantal technische innovaties: het motorblok was gemaakt van een aluminiumlegering, de kleppen werden bediend door een bovenliggende nokkenas, de inlaatlucht werd voor het eerst gefilterd, het remsysteem bestond uit mechanisch-hydraulische remmen op de vier wielen en er was een compressor in de transmissie die het gemakkelijker maakte om de banden op te pompen.
De wagen werd aangedreven door een 4,7L zes-in-lijnmotor van 70 pk die voorin gemonteerd was. De motor had een geforceerde smering met een oliekoeler en een thermostatisch geregelde waterkoeling. Het motorvermogen werd via een handgeschakelde vierversnellingsbak en een cardanas overgebracht op de achterwielen. De auto maakte zowel voor- als achteraan gebruik van een starre as met bladveren.
De Type M werd aangeboden als vierdeurs pullman-limousine. Naast twee prototypes werden er tussen 1925 en 1928 228 exemplaren gebouwd. In 1927 werd de Type M opgevolgd door de achtcilinder Type R "Imperator". Door zijn hoge kostprijs was de Type M een van de duurste auto's in het Duitse Rijk.

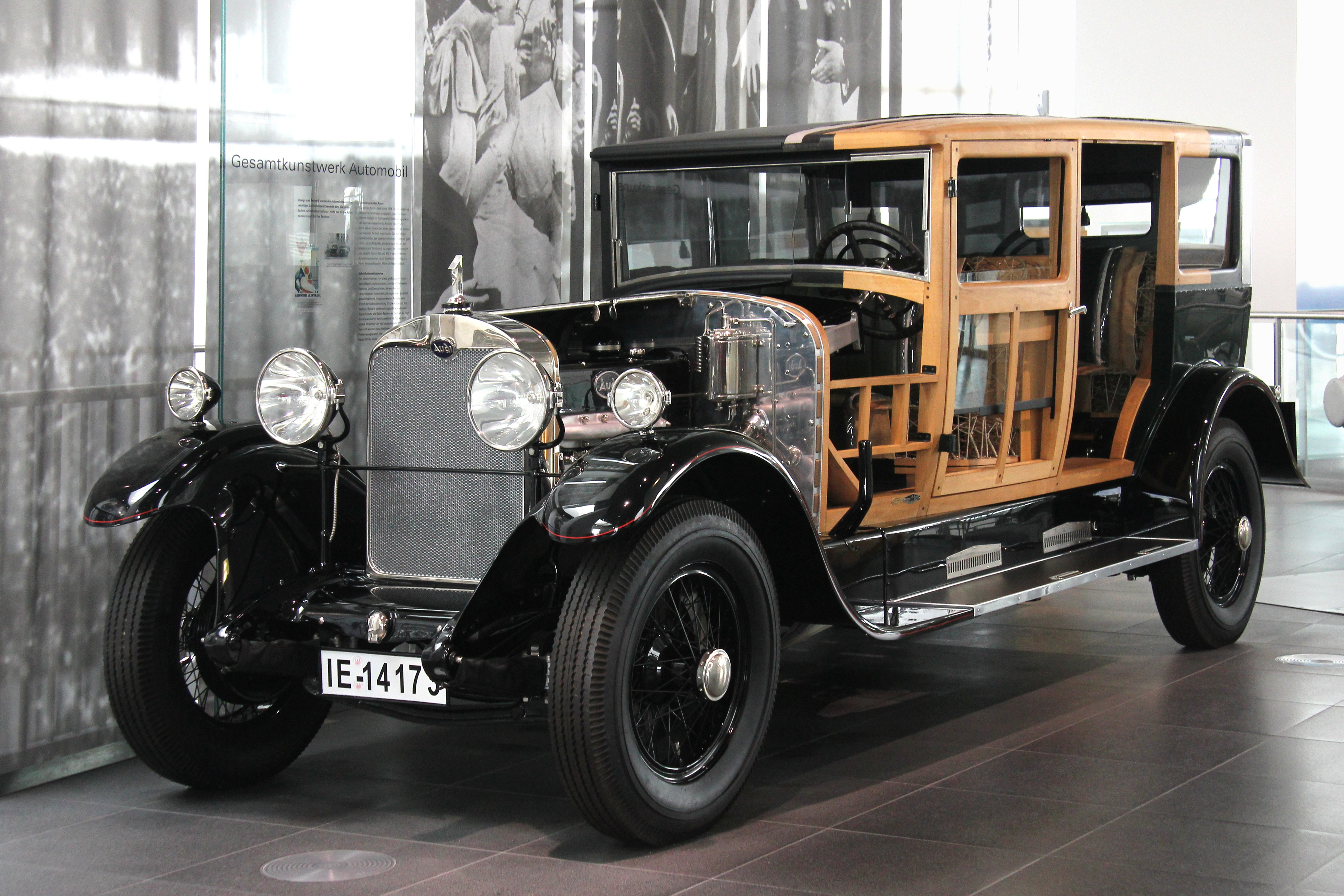
De carrosserie bestond uit plaatmetaal dat aan een houten skelet bevestigd werd
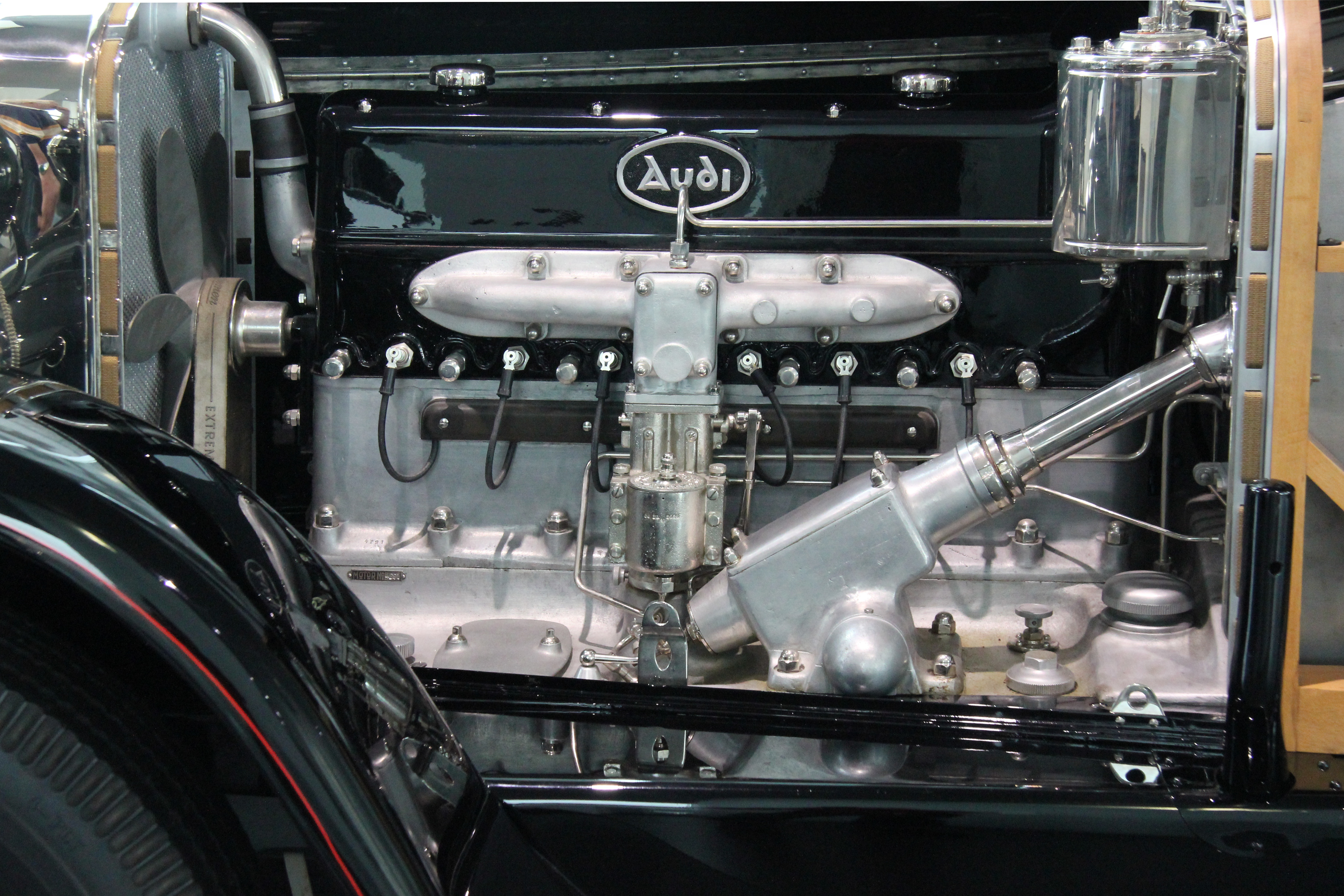
Zescilindermotor met carburateur en rechts daarvan een deel van de stuurinrichting